# Pasang Lela (Dolok Sigompulon)
Pasang Lela is een bestuurslaag in het regentschap Padang Lawas Utara van de provincie Noord-Sumatra, Indonesië. Pasang Lela telt 382 inwoners (volkstelling 2010).